# Aksu Çayı (Ceyhan)
Der Aksu Çayı ist ein linker Nebenfluss des Ceyhan in der türkischen Provinz Kahramanmaraş.
Der Aksu Çayı entspringt nahe der Ortschaft Küçükcerit Köyü am Engizek Dağı. Er fließt anfangs in südöstlicher Richtung, später nach Süden und Südwesten. Bei der Kreisstadt Pazarcık wird der Aksu Çayı von der Kartalkaya-Talsperre aufgestaut. Flussabwärts liegt die Kleinstadt Narlı. Der Aksu Çayı fließt in einem Bogen nach Westen und später nach Norden. Südlich der Provinzhauptstadt Kahramanmaraş wendet er sich nach Westen und mündet in den von der Sır-Talsperre aufgestauten Ceyhan. Der Aksu Çayı hat eine Länge von 150 km.